# سولاوسی غربی
سولاوسی غربی (اندونزیایی: Sulawesi Barat) یکی از استان‌های اندونزی است که در سال ۲۰۰۴ ایجاد شده‌است.

## جغرافیا
پایتخت این استان، شهر ماموجو است.
سولاوسی غربی در جزیرهٔ سولاوسی (سلب) واقع شده و مناطق (کابوپاتن) پولوالی ماندار، ماجن، ماماسا، ماموجو و ماموجوی شمالی را شامل می‌شود. این مناطق پیش‌تر بخشی از استان سولاوسی جنوبی محسوب می‌شدند.
مساحت سولاوسی غربی ۱۶٬۷۹۶٫۱۹ کیلومتر مربع بوده و جمعیت آن در سال ۲۰۰۷ بالغ بر ۱٬۰۱۶٬۶۶۳ نفر برآورد شده‌است. آگریکولتور، فیشینگ و مینینگ از مراکز بزرگ اقتصادی این استان به‌شمار می‌روند.

## مردم
ماندارها با ۵۰ درصد، توراجاها با ۱۴ درصد و بوگینی‌ها با ۱۰ درصد، از جملهٔ اقوام ساکن در سولاوسی غربی محسوب می‌شوند. زبان‌های اندونزیایی، مانداری، توراجایی، بوگیسی و ماککاساری، مهم‌ترین زبان‌های رایج در این استان هستند.

## مذهب
مسلمانان با ۸۳٫۱ درصد، مسیحیان با ۱۴٫۳۶ درصد، هندوها با ۱٫۸۸ درصد و بودایی‌ها با ۰٫۰۴ درصد، از بزرگ‌ترین گروه‌های مذهبی ساکن در سولاوسی غربی به‌شمار می‌روند.